# Nappivärri
Nappivärri är en kulle i Finland. Den ligger i Utsjoki kommun och landskapet Lappland, i den norra delen av landet, 1 100 km norr om huvudstaden Helsingfors. Toppen på Nappivärri är 265 meter över havet.
Terrängen runt Nappivärri är kuperad norrut, men söderut är den platt.  Trakten runt Nappivärri är nära nog obefolkad, med mindre än två invånare per kvadratkilometer. Närmaste större samhälle är Utsjoki by, 12,5 km öster om Nappivärri. Omgivningarna runt Nappivärri är i huvudsak ett öppet busklandskap.